# روی ماه قدم گذاشتیم
روی ماه قدم گذاشتیم (به فرانسه: On a marché sur la Lune) یا به انگلیسی کاشفان روی ماه (Explorers on the moon) هفدهمین کتاب از مجموعهٔ کتاب‌های مصور ماجراهای تن‌تن و میلو است. این کتاب دنباله‌ای بر داستان هدف کره ماه است. این کتاب نخستین بار در سال ۱۹۵۴ میلادی توسط هرژه نوشته، طراحی و به چاپ رسید.
بر اساس این کتاب، یک فیلم کوتاه دوقسمتی به همین نام ساخته و منتشر شده است.
همچنین یک بازی ویدئویی تحت عنوان تن‌تن روی ماه در سال ۱۹۸۷ ساخته و منتشر شد.

## داستان
این داستان ادامه داستان «هدف کره ماه» است. پروفسور تورنِسُل موشکی را آماده کرده و تن‌تن، میلو، کاپیتان هادوک و دستیار خود فرانک ولف را با آن به سوی ماه می‌برد. اما دو کارآگاه، دوپونت و دوپونط، که سرگرم وارسی امنیتی موشک بوده‌اند ساعت پرتاب موشک را اشتباه گرفته و فکر می‌کردند که این پرتاب یک و ۳۴ دقیقه بعدازظهر روز بعد انجام می‌شود در حالی که پرتاب یک و ۳۴ دقیقه بامداد انجام شد و این دو کارآگاه به‌طور ناخواسته با موشک همراه شدند. این باعث می‌شود که سرنشینان با خطر کمبود اکسیژن روبه‌رو شوند زیرا در این سفر فضایی تنها برای چهار نفر و یک سگ اکسیژن در نظر گرفته شده‌است.
مأموریت سفر به ماه در ادامه با مشکلات متعددی روبه‌رو می‌شود. دوپونت‌ها به‌طور اتفاقی دسته‌ای را می‌کشند و موتور موشک خاموش می‌شود و با این کار گرانش مصنوعی داخل موشک از کار می‌افتد و همه به حالت بی‌وزنی معلق می‌شوند تا این‌که تن‌تن موفق می‌شود دوباره دسته را به جای خود برگرداند. کاپیتان هادوک که به‌طور پنهانی ویسکی خورده مست می‌شود و برای راهپیمایی فضایی از موشک خارج می‌شود و بر اثر جاذبه سیارکی به نام ادونیس تبدیل به یک قمر برای آدونیس شده و به دور آن می‌گردد.
تن‌تن هم به دنبال او رفته و با زحمت موفق به کشیدن او با طناب به سوی موشک می‌شود و او را با عصبانیت به داخل موشک می‌آورد.
در ادامه راه دوپونت و دوپونط دوباره گرفتار بیماری رشد سریع مو می‌شوند که در داستانی پیش از این (سرزمین طلای سیاه) به خاطر خوردن یک ماده انرژی‌زا دچار آن شده‌اند. کاپیتان هادوک با قیچی کردن دائم موها به آن‌ها کمک می‌کند.
موشک سرانجام در دهانه ابرخس در ماه فرود می‌آید و با توافق گروه، تن‌تن «به عنوان اولین انسان» قدم بر سطح ماه می‌گذارد. پس از او همگی با لباس‌های فضایی خود به قدم زدن در اطراف موشک سرگرم می‌شوند. پس از آن، خدمه با یک تانک ماه‌نورد به شناسایی منطقه می‌پردازند و تن‌تن بر اثر اتفاق در دالان‌های زیر یک غار که در راه دهانه بطلمیوس واقع شده، یخ و رگه‌هایی از اورانیوم و رادیوم کشف می‌کند.
در ادامه داستان مشخص می‌شود که ولف، دستیار پروفسور تورنسل، با یک جاسوس به نام سرهنگ یورگن همکاری کرده و او را مخفیانه به داخل موشک آورده بوده تا در راه بازگشت، موشک را دزدیده و به یک دولت بیگانه تحویل بدهند. یورگن وقتی که بقیه سرنشینان در حال ماه‌گردی هستند از مخفیگاه خود بیرون آمده و تن‌تن را مضروب و بیهوش می‌کند و به ولف دستور می‌دهد تا با به‌جا گذاشتن بقیه مسافران در ماه، موتور را روشن کرده و موشک را به زمین برگرداند. در این میان تن‌تن به هوش آمده و دوباره کنترل اوضاع را از دست یورگن درمی‌آورد.
پس از بازگشتن بقیه به موشک و پرواز به سوی زمین، یورگن و ولف موفق می‌شوند دست‌های خود را باز کرده و به خدمه حمله کنند اما ولف فداکاری کرده و سعی می‌کند جلوی شلیک یورگن را بگیرد و در این تلاش‌ها یورگن کشته می‌شود. ولف که از کل ماجرای خیانتش به پروفسور تورنسل و دوستان بسیار پشیمان است از موشک خارج شده و به فضا می‌پرد تا از این راه مقداری برای سرنشینان اکسیژن صرفه‌جویی کند.
سرنشینان سرانجام در حالی نزار و بیهوش در حالی که با کمبود شدید اکسیژن دست و پنجه نرم می‌کردند به زمین می‌رسند و تن‌تن موفق می‌شود در لحظاتی حیاتی پیش از بیهوشی کامل دستگاه خلبان خودکار موشک را برای فرود به کار بیندازد و موشک به زمین می‌نشیند.
کارکنان محل فرود موشک با اره‌های برقی در موشک را بریده و باز می‌کنند و با رساندن اکسیژن به خدمه بیهوش، آن‌ها را به هوش می‌آورند. کاپیتان هادوک که دارد با پروفسور تورنسل جرعه‌ای ویسکی به سلامتی بازگشت به زمین‌می‌خورد از حرف تورنسل در مورد سفری دیگر در آینده به ماه عصبانی می‌شود و در حال رفتن از پیش دوستان، در حالی که دارد می‌گوید «هیچ جا زمین نمی‌شه» پایش به یک برانکارد گیر کرده و با سر به زمین‌می‌خورد.

## چاپ اول
- در انگلیس: Casterman
- در ایران (ترجمه فارسی): انتشارات یونیورسال

## تعداد صفحات
- در ایران: ۶۲ صفحه
- در بلژیک: ۶۲ صفحه
- در انگلیس: ۶۲ صفحه
- در آمریکا: ۶۲ صفحه
- در فرانسه: ۶۲ صفحه